# Paperopoli liberata
Paperopoli liberata è una storia del 1967 scritta da Guido Martina e disegnata da Giovan Battista Carpi e pubblicata sui numeri 598 e 599 di Topolino del 14 e 21 maggio dello stesso anno.

## Trama
La storia rappresenta la grande parodia disneyana della Gerusalemme liberata di Torquato Tasso, opera del XVI secolo, rivista in chiave palesemente moderna.
La storia si basa sulla presa di Paperopoli da parte dei Bassotti e di Gambadilegno. Gli unici rimasti liberi sono Paperino e i suoi nipotini che tentano di liberare la città, anche con l'aiuto inaspettato di Topolino e Pippo, nonché ispirati dalla stessa opera e dalla liberazione di Archimede. Questi infatti era stato rapito cosicché la sua ultima invenzione, la cupola a raggi ultra, potesse essere usata nella conquista truffaldina.
Insolito narratore della vicenda è un tasso di nome Torquato, chiaro riferimento all'autore dell'opera da cui la storia è tratta.